# Her Name Is Nicole
Her Name Is Nicole (em português: "O Nome Dela é Nicole"), é um álbum demo não lançado pela cantora estadunidense Nicole Scherzinger com a Interscope Records. Originalmente planejado para ser lançado em 16 de outubro de 2007, o álbum foi adiado para 12 de novembro, devido ao fraco sucesso do single "Whatever U Like" (com T.I.), produzido pela Polow da Don. As faixas "Baby Love", "Supervillain" e "Puakenikeni" foram lançadas como segundo, terceiro e quarto singles, respectivamente, mas não tiveram grande impacto. Como resultado, o álbum foi arquivado indefinidamente. A cantora gravou de 75 a 100 músicas para este projeto, com algumas delas sendo revisadas e terminando nos dois álbuns das Pussycat Dolls. Entre os que trabalharam com ela no estúdio estavam os produtores Akon, Gary Lightbody, Dr. Dre, Ne-Yo, T.I., Timbaland, Will.i.am e Kanye West. Em 2016, após seu segundo álbum de estúdio, Big Fat Lie, rumores de uma mixtape oficial com a preparação dessas faixas apareceram online. Mais uma vez nada seguiu e o álbum permanece inédito não lançado até hoje.
Mundialmente conhecida como líder do grupo feminino de pop Pussycat Dolls, Nicole começou a planejar seu álbum após o lançamento do primeiro álbum do grupo, PCD (2005). Com um ampla gama de produtores e compositores, o álbum teve várias formulações e várias datas de lançamento, sendo que a primeira foi anunciada em 2007. Depois foi sinalizado um possível lançamento para outubro de 2008 mas, com o lançamento do segundo álbum do grupo, o lançamento do álbum foi, novamente, cancelado.
Em 2009 foi anunciado que Nicole voltou ao projeto de seu álbum solo e, que esse deveria ser lançado no mesmo ano. No entanto, o álbum não fora lançado. No ano seguinte, 2010, uma nova canção foi apresentada como possível single do álbum, "Nobody Can Change Me", que não foi lançado oficialmente. Posteriormente, Scherzinger disse que estaria abandonando o projeto "Her Name Is Nicole" e desenvolvendo um novo álbum que, segundo o produtor RedOne, já estava pronto.

## Gravação e produção
De 2006 até final de 2008 Nicole Scherzinger trabalhou em seu álbum de estreia, Her Name Is Nicole, chegando a escrever 75 a 100 canções para o álbum que deveria ter sido lançado em 2007. A data foi alterada posteriormente para 16 de outubro de 2008, chegando a ser anunciado um possível lançamento em 2009, antes de ter sido arquivado. Em entrevista à MTV, Nicole disse que "nas Pussycat Dolls, ela sempre se sente uma 'super mulher'. Mas, isso é apenas um dos meus alter egos. Eu tenho um lado romântico, um lado vulnerável, entre outros, e todos aparecem no meu álbum". O álbum fez com que Nicole trabalhasse com uma ampla lista de produtores e compositores, alguns dos quais já haviam trabalhado com a cantora em canções para o primeiro álbum das Pussycat Dolls.

### Músicas
"Just Say Yes", uma canção que mistura a suavidade e lentidão com a pulsação e ritmo eletrônico, foi interpretada por Nicole Scherzinger durante o reality show "Pussycat Dolls Present: Girlicious". Produzida por Gary Lightbody, do Snow Patrol, foi especulada como uma das faixas do álbum e, confirmada em 2 de Julho de 2007 pela revista "Rap-Up". Em entrevista ao canal de música MTV, Nicole disse sobre seu entusiasmo em gravar a canção, anteriormente rejeitada por Gwen Stefani: "Eu sou uma grande fã das canções da Snow Patrol. É uma honesta e verdadeira canção". Ne-Yo deu à Nicole duas cançães, sendo uma delas "Happily Never After", uma balada lenta na qual Scherzinger julga ser importante aos jovens como "incentivo que eles merecem algo melhor". A canção havia sido escrita para Britney Spears e deveria aparecer em seu álbum Blackout, em 2007. A outra canção dada por Ne-Yo, é "Save Me From Myself", no qual Nicole Scherzinger ajudou a compor. Em entrevista à AllHipHop, Nicole comentou sobre uma canção intitulada "March", a qual ela considera "poderosa": "A canção fala sobre nunca desistir dos seus sonhos e é por isso que eu cheguei onde estou hoje". Timbaland, produziu a canção "Physical", onde também é possível ouvi-lo nos vocais de apoio. A canção esteve presente na trilha sonora do filme "Quarteto Fantástico e o Surfista Prateado". Além dessas, a canção "When You’re Falling", co-escrita por Akon, "Power's Out", dueto com o cantor inglês Sting e "I Miss You", escrito por Pharrell Williams e produzido por The Neptunes, deveriam estar presente no álbum.

### Singles
Sean Garret e Polow Da Don trabalharam no primeiro single do álbum, lançado em 28 de agosto de 2007, intitulado "Whatever U Like", que contou com a participação do rapper T.I.. Apesar de contar com dois produtores de peso, a canção representou um grande insucesso comercial, atingindo a 57.ª posição na parada canadense. Isso fez com que Nicole fosse para o outro lado (romântico), lançando em 18 de setembro de 2007 "Baby Love", que também contou com uma participação especial, mas, dessa vez de will.i.am - líder da banda estadunidense Black Eyed Peas, que já havia trabalhado com Nicole em PCD. Pouco diferente da primeira canção, "Baby Love" teve um desempenho comercial considerável, apesar das críticas sobre a semelhança da canção com "Stickwitu", das Pussycat Dolls, ocupando boas posições nas paradas estadunidenses, alemã, eslováquiana, italiana e brasileira, por exemplo. Dos singles solo lançados pela cantora, "Baby Love", foi o mais promissor, sendo o único a alcançar o Top 15 na maioria dos países, incluindo Reino Unido e Europa Continental.
O terceiro single do álbum, "Supervillain", foi descrito como tendo um "poderoso jam com refrão cativante" e contou com um interlúdio de reggae e dancehall. Escrito por Rock City e produzido por Madd Scientist, foi lançado no iTunes estadunidense em 13 de Novembro de 2007, mas, as melodias da canção não foram capazes de levar Nicole Scherzinger às paradas dos Estados Unidos, sendo considerado o segundo fracasso. "Puakenikeni" (uma flor do Havaí), foi escolhido pelos fãs de Nicole para ser o seu quarto single do álbum, mas, apesar da produção de Akon, a canção resultou no quarto fracasso da carreira da cantora.

## Atraso e abandono do projeto

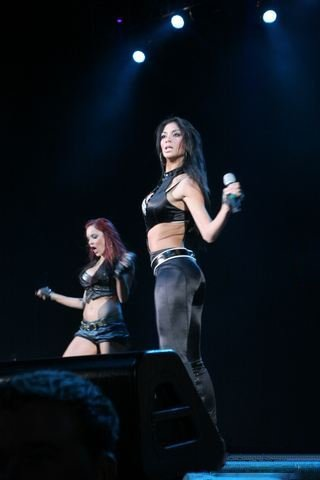
Nicole Scherzinger em apresentação com as Pussycat Dolls.

A dúvida sobre o futuro lançamento do álbum foi posta, quando as Pussycat Dolls lançaram o segundo álbum Doll Domination, que apresentou algumas canções, inicialmente, gravadas por Nicole Scherzinger para Her Name Is Nicole, sendo elas "Happily Never After" e "Who's Gonna Love You", que foram adicionadas ao álbum sem alteração, enquanto "When I Grow Up", recebeu a adição dos vocais de apoio das demais integrantes do grupo, antes de ter sido lançado como single. Em 2010, durante uma entrevista à revista "X Factor", Nicole disse que o single "I Hate This Part", que se tornou grande sucesso do grupo e ocupou a primeira posição nas paradas brasileiras, também tinha sido destinada à seu álbum solo. Os produtores musicais Tricky Stewart e The-Dream também estavam trabalhando com Nicole e escreveram e produziram canções para o álbum. As duas canções são conhecidas: "Punch You In Your Sleep" e "I'm a Cheat", que foram "re-alocadas", para a ex-esposa de The-Dream, Christina Milian, que as gravou para o seu quarto álbum de estúdio, Elope, ainda não lançado. Além desses, a cantora, produtora musical e compositora Keri Hilson, que já havia trabalho e tem forte envolvimento com o grupo Pussycat Dolls, escreveu a canção "Alienated", entretanto, quando o álbum foi adiado Hilson regravou a canção, que foi produzida por Cory Bold e está presente em seu primeiro álbum, In a Perfect World.... Em setembro de 2009, foi informado que Gary Lightbody havia trabalho em cima de "Just Say Yes" e, que a canção seria lançada como single pela banda de rock de Lightbody, Snow Patrol, como single da coletânea Up to Now, lançado em 2 de Novembro do mesmo ano.
Sobre o atraso do lançamento do álbum, Nicole disse que "apesar do que outras pessoas escrevem, foi uma decisão minha e tomada em última instância. Na verdade, eu apenas coloquei algumas canções minhas no álbum das Pussycat Dolls. Acredito que meu álbum solo deve ser lançado no ano que vem. Sendo um álbum completamente distinto das canções que eu já lancei, como 'Baby Love' e 'Whatever U Like', por exemplo. Eu ainda estou trabalhando nisso - é o que acontece quando você é perfeccionista." Em Abril de 2009, Nicole foi entrevistada pela revista Billboard, onde falou sobre sua relação com as demais Pussycat Dolls e seus planos para o grupo e sua carreira. Ela disse que "atualmente, o álbum está na fase de composição (escrevendo canções). Eu ainda não comecei a gravar". Em Setembro de 2010, Nicole disse que "na verdade, foi uma decisão minha não lançá-lo, pelo menos com esse nome [Her Name Is Nicole]". RedOne, produtor musical do novo álbum de Nicole, disse que "o último álbum de Nicole nunca foi lançado porque era como um fast food. Tinha um gosto bom, mas não era consistente".

## Lista de faixas
Durante o desenvolvimento do projeto inúmeras canções vazaram e/ou foram publicadas. Contudo, alguns sites deram a relação de faixas existentes no álbum. O site "Território da Música", do portal Terra, informou uma lista de faixas que contém doze canções.No entanto, a lista oficial de faixas não fora divulgado.
| Lista de faixas por "Território da Música" |                                  |                                                                                             |                             |         |  |
| N.º                                        | Título                           | Compositor(es)                                                                              | Produtor                    | Duração |  |
| 1.                                         | "Baby Love" (Part. de will.i.am) | Nicole Scherzinger, Kara DioGuardi, Keith Harris e William Adams                            | will.i.am                   | 4:21    |  |
| 2.                                         | "Happily Never After"            | Shea Taylor e Shaffer Chimere Smith                                                         | Ne-Yo                       | 4:39    |  |
| 3.                                         | "Just Say Yes"                   | Gary Lightbody                                                                              | Jacknife Lee                | 3:42    |  |
| 4.                                         | "I Blow"                         |                                                                                             |                             |         |  |
| 5.                                         | "I M.I.S.S You"                  | Pharrell Williams                                                                           | The Neptunes                | 4:16    |  |
| 6.                                         | "Physical"                       |                                                                                             | Timbaland                   | 3:19    |  |
| 7.                                         | "Power’s Out" (Part. de Sting)   |                                                                                             |                             | 3:56    |  |
| 8.                                         | "Puakenikeni"                    | Aliaune Thiam, Giorgio Tuinfort, Janelle Thorbourne, Nailah Thorbourne e Nicole Scherzinger | Akon                        | 4:01    |  |
| 9.                                         | "Save Me From Myself"            |                                                                                             |                             | 3:54    |  |
| 10.                                        | "Supervillain"                   | Rock City                                                                                   | Madd Scientist              | 4:08    |  |
| 11.                                        | "Whatever U Like"                | Nicole Scherzinger, Clifford Harris, Jr., Jamal Jones e Sean Garrett                        | Polow da Don e Sean Garrett | 3:55    |  |
| 12.                                        | "When You’re Falling"            |                                                                                             |                             |         |  |

| Lista de faixas por "SG Records" |                                      |         |  |
| N.º                              | Título                               | Duração |  |
| 1.                               | "Whatever U Like" (Part. de T.I.)    | 3:53    |  |
| 2.                               | "On & On"                            | 3:45    |  |
| 3.                               | "Steam"                              | 4:02    |  |
| 4.                               | "Puakenikeni"                        | 4:01    |  |
| 5.                               | "Baby Love"                          | 4:42    |  |
| 6.                               | "Rio"                                | 2:38    |  |
| 7.                               | "Breakfast In Bed"                   | 3:20    |  |
| 8.                               | "Winning Women" (Part. de Rihanna)   | 3:05    |  |
| 9.                               | "Supervillain (ou Super Villain)"    | 4:03    |  |
| 10.                              | "Happily Never After"                | 4:47    |  |
| 11.                              | "Supa Hypnotic"                      | 3:33    |  |
| 12.                              | "Papi Lover" (Part. de Daddy Yankee) | 3:40    |  |
| 13.                              | "Punch You In Your Sleep"            | 3:40    |  |
| 14.                              | "Who's Gonna Love You"               | 3:58    |  |
| 15.                              | "Groove Tonight"                     | 3:24    |  |
| 16.                              | "I'll Be Your Love"                  | 5:41    |  |